# Giro dell'Emilia 1930
Il Giro dell'Emilia 1930, diciannovesima edizione della corsa, si svolse il 5 ottobre 1930  su un percorso di 188 km. La vittoria fu appannaggio dell'italiano Mario Bonetti, che completò il percorso in 5h51'00", precedendo i connazionali Camillo Erba e Attilio Pavesi.

## Ordine d'arrivo (Top 5)
| Pos. | Corridore      | Squadra | Tempo    |
| ---- | -------------- | ------- | -------- |
| 1    | Mario Bonetti  | -       | 5h51'00" |
| 2    | Camillo Erba   | -       |          |
| 3    | Attilio Pavesi | -       |          |
| 4    | Andrea Minasso | -       |          |
| 5    | Zemo Zamasi    | -       |          |